# Greenleaf
Greenleaf är ett svenskt stonerrockband

## Allmänt
Greenleaf inledde sin verksamhet 1999 som ett sidoprojekt till Dozer och är alltjämt verksamma. Greenleaf har sin främsta anknytning till Borlänge, och Tommi Holappa torde kunna anses som bandets portalfigur. Basisten Bengt Bäcke, (nu Johan Rockner ) har också medverkat på bandets alla skivinspelningar. 

## Diskografi
Greenleaf har spelat in sina skivor på skivbolagen Molten Universe och Small Stone Records.

### Greenleaf
Molten Universe (2000)
- Tommi Holappa – gitarr
- Daniel Lidén – trummor
- Bengt Bäcke – bas
- Peder Bergstrand (Lowrider) – sång

### Revolution Rock
Molten Universe (2001)
- Tommi Holappa – gitarr
- Daniel Lidén – trummor
- Bengt Bäcke – bas
- Fredrik Nordin (Dozer) – sång

### Secret Alphabets
Small Stone Records (2003) 
- Tommi Holappa – gitarr
- Daniel Lidén – trummor
- Bengt Bäcke – bas
- Daniel Jansson (Demon Cleaner) – gitarr
- Fredrik Nordin – sång

### Agents of Ahriman
Small Stone Records (2007)
- Tommi Holappa – gitarr
- Bengt Bäcke – bas
- Erik Bäckwall (fd. Dozer) – trummor
- Oskar Cedermalm (Truckfighters) – sång
- Linus Arnberg - sång och koskälla

### Nest of Vipers
Small Stone Records (2012)
- Tommi Holappa - gitarr
- Bengt Bäcke - bas
- Oskar Cedermalm (Truckfighters) - sång
- Johan Rockner (Dozer) - gitarr
- Olle Mårthans (Dozer) - trummor

### Trails and Passes
Small Stone Records (2014)
- Tommi Holappa - Gitarr
- Bengt Bäcke - Bas
- Arvid Jon Jonsson - Sång
- Sebastian Olsson - Trummor